# Лотар II фон Щаде
Лотар II фон Щаде (на немски: Lothar II von Stade; * 874; † 5 септември 929 при Ленцен на Елба) от фамилията Удони е граф на Щаде.
Той е единственият син на граф Лотар I фон Щаде († 2 февруари 880) и съпругата му Ода (Енда) Саксонска († пр. 874), дъщеря на херцог Лиудолф от Саксония († 866) и съпругата му Ода Саксонска († 913), дъщеря на принцепс Билунг от род Билунги. Баща му е убит на 2 февруари 880 г. в битка против норманите.
Лотар II фон Щаде е убит в битката против славяните при Ленцен на Елба в Бранденбург.

## Фамилия
Лотар II фон Щаде се жени за Сванхилда († 13 декември) и има децата:
- Хайнрих фон Щаде Плешливи († 11 май 976), граф на Щаде, Харзефелд, Хайлингау, Хости, женен I. ок. 946 г. за Юдит фон Ветерау († 16 октомври 973), II. 974 г. за Хилдегарда фон Рейнхаузен
- Зигфрид I фон Щаде († сл. 973), граф на Щаде (954 – 973)
- Титмар († 12 март 1001), абат на Корвей (983 – 1001)
- Гербург